# Передовик (Климовский район)
Передовик — поселок в Климовском районе Брянской области в составе Митьковского сельского поселения.

## География
Находится в юго-западной части Брянской области на расстоянии приблизительно 6 км на северо-восток по прямой от районного центра поселка Климово.

## История
Известен с 1920-х годов, в 1928 году здесь было учтено 50 хозяйств. На карте 1941 года отмечен как поселение с 54 дворами.

## Население
Численность населения: 243 человека в 1926 году, 14 (русские 100 %) в 2002 году, 10 в 2010.